# Salsa blanca
La salsa blanca es una salsa cuyo principio de elaboración es el mismo que para la salsa bechamel, pero que incorpora un caldo, un fondo blanco o agua en vez de leche o nata. Se hace un roux blanco o rubio empleando la misma cantidad de harina y grasa, y se diluye vertiendo poco a poco el líquido y removiendo sin cesar.
Por extensión, la bechamel se llama a menudo «salsa blanca», dado que ambas parten de un roux blanco al que se le echa el líquido sin esperar a que tome color
La salsa blanca se puede llamar también velouté, aunque este último abarca más variantes y se puede hacer con un roux oscuro (que se sofríe hasta que adquiera un color tostado) y con caldos o fondos oscuros.
La salsa blanca, la bechamel y el velouté tienen los mismos usos ya que estas tres salsas son salsas madre.